# L'Imperatrice

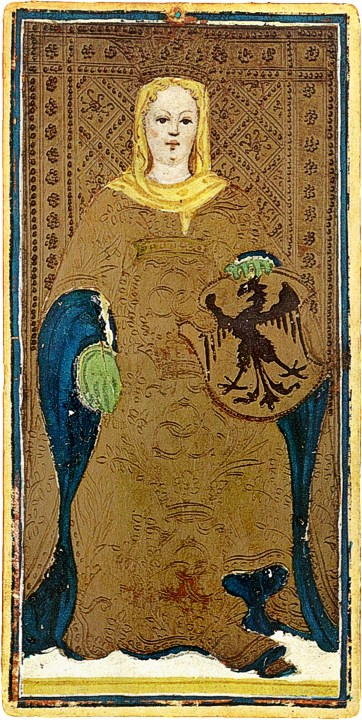
L'imperatrice nel mazzo Visconti-Sforza.

L'Imperatrice è la terza carta degli arcani maggiori dei tarocchi. Altri nomi: Madre celeste, Venere Urania, La Fecondità universale.

## Rappresentazioni
Una donna di aspetto regale, abbastanza giovane, con la corona; è serena.  Siede, con lo sguardo impassibile, sul trono e tiene con la sinistra lo scettro e con la destra lo scudo. La sua presa è ferma e sicura. In genere sullo scudo compare un'aquila. I piedi in alcuni tarocchi sono coperti, in altri si intravedono appena. Nel tarocco di Wirth-Knapp, un piede poggia su una mezzaluna rovesciata. In alcuni, compare una spalliera molto alta, in altri, compaiono due ali, che imitano i contorni dello schienale. In altri, come nei Tarocchi Rider-Waite, ai suoi piedi compare anche il Simbolo di Venere.

## Significato
Rappresenta abbondanza e intelligenza insieme. È anche implicito un considerevole senso pratico e non manca una grande ambizione. Ci mostra colei che, con le sue grandi capacità e la sua caparbia volontà, è in grado di dare vita a tutte le cose. Indica anche riflessione e erudizione.

### Carta dritta
È la carta favorevole nei rapporti familiari. Influenza in senso positivo le carte vicine. Indica l'azione positiva di una persona che ci è cara. In generale: una madre autoritaria ma molto comprensiva.

### Carta rovesciata
È carta che indica sterilità. Aridità nei sentimenti, sperpero, vuoto anche sentimentale, inutile e infruttuoso spreco, vanità. È una carta negativa soprattutto per una donna.
Nella cartomanzia rappresenta in genere il comando.

## Curiosità e analogie
- Nell'astrologia questa carta rappresenta Mercurio in Gemelli; per altri, è sottoposta a Venere.
- Ha una corrispondenza cabalistica con la lettera G, gimel dell'alfabeto ebraico.
- In alchimia è la calcinazione.
- Ne I Ching è in analogia con il segno LXIV, Prima del Compimento.
- In magia è l'azione magica già operativa.

Altri aspetti simbolici della carta:
- Il grande potere femminile. Il Matriarcato.
- La posizione di comando, simile a quella dell'Imperatore.
- Il possesso dello scettro, simbolo del comando, e dello scudo, simbolo di capacità difensive.
- Madre natura.
- Simbolo di Venere, ma anche di intelletto e grazia.
- Nei mazzi più antichi l'Imperatrice era anche un'icona del potere temporale, visto attraverso un'immagine femminile.
- Implica l'aspetto percettivo e ricettivo dell'autorità, ma anche la rappresentanza.

## Riferimenti storici e iconografici
L'imperatrice di Bisanzio Teodora Comnena